# Вдовиченко, Трофим Яковлевич
Трофим Яковлевич Вдовиченко (укр. Трохим Якович Вдовиченко;1889, Новоспасовка, Екатеринославская губерния, Российская империя — май 1921, Александровск, Советская Украина) — российский военнослужащий, активный участник повстанческого движения на территории Украины в период Гражданской войны, командир одного из формирований Революционной повстанческой армии Украины (РПАУ).

## Биография
Родился в батрацкой семье в селе Новоспасовка Мариупольского уезда Екатеринославской губернии. Получил начальное образование. В 1910 году присоединился к группе Новоспасовских анархистов-коммунистов, боевик.
Участник Первой мировой войны, прапорщик, полный георгиевский кавалер.
В конце 1917 года вернулся в Новоспасовку, восстановил членство в анархистской группе.

### Антигетманское восстание
В мае 1918 года, с началом австро-германской оккупации Украины, организовал повстанческий отряд, вместе с которым осенью присоединился к отряду Н. Махно.
3—4 января 1919 года участвовал во фронтовом повстанческом съезде махновцев в с. Пологи, был избран командиром 1-го Повстанческого полка (позже был преобразован в Новоспасовский полк).

### В составе Украинской советской армии и РККА
Зимой и весной 1919 года командовал полком против деникинцев в составе бригады (с мая 1919 года — дивизии) Махно. В начале июня, когда Махно был отстранён от командования и объявлен вне закона, полк Вдовиченко остался на фронте, сдерживая наступление белых. В начале июля полк был включён в группу красных войск под командованием Кочергина, позднее — И. Ф. Федько.

### В составе Революционной повстанческой армии Украины
В августе, не подчинившись приказу об отступлении, Вдовиченко со своим полком присоединился к Революционной повстанческой армии Украины (РПАУ) под командованием Нестора Махно.
1 сентября на Общеармейском съезде был избран членом Военно-революционного Совета (ВРС) армии и командиром 2-го Азовского корпуса.
27 сентября в ходе боя под Уманью войска под командованием Вдовиченко разгромили 51-й Литовский офицерский полк и взяли в плен 1-й и 2-й Лабинские пластунские (казачьи) полки армии Деникина, после чего развернули стремительное наступление по тылам белой армии, участвовали в захвате Александровска (5 октября), взяли Токмак (6 октября), Бердянск (8 октября), Ногайск и Новоспасовку (9 октября), Мариуполь (14 октября), развернули наступление на Волноваху и Таганрог, где располагалась ставка Деникина.
В конце октября белые войска, усилившись в результате переброски частей с направления на Москву, перешли в контрнаступление; к 9 ноября корпус Вдовиченко оставил Мариуполь, Бердянск и Гришино и отошёл на правый берег Днепра в районе Никополя. В этот период под его командованием находились три кавалерийские бригады и два пехотных полка (всего до 1000 штыков, 9000 сабель, 20 орудий, 160 пулемётов; к началу декабря корпус вырос до 21 тыс. штыков). После тяжёлых оборонительных боёв в декабре корпус вновь перешёл в наступление, участвовал в повторном взятии Александровска (28 декабря 1919 года). В начале января 1920 года к контролируемой махновцами территории подошли части Красной Армии, приступившие к разоружению повстанцев.
10 января 1920 года корпус с боем прорвался в Гуляйполе, где приказом штаба армии был распущен. Вместе с частью руководителей повстанческого движения Вдовиченко перешёл на подпольное положение и скрывался в Новоспасовке. Здесь, несмотря на то, что большинство местных анархистов поддержали Советскую власть, он настаивал на необходимости организации крестьянских повстанческих отрядов для самозащиты от карательных действий советских властей. В начале мая, в разгар репрессий против крестьянства, Новоспасовская группа была вынуждена вернуться к Махно.
В начале июля 1920 Военревсовет армии Махно направил Вдовиченко своим представителем в Бердянском и Мариупольском уездах, где в течение нескольких месяцев он руководил партизанским движением против советских войск. В октябре, после заключения военно-политического союза с большевиками, Вдовиченко находился в Гуляйполе, а 16 ноября вернулся в Бердянско-Мариупольский район для организации махновских отрядов.
К 25 ноября 1920 года (когда союз с Советской властью был окончательно расторгнут) в войсках, сформированных Вдовиченко (Азовская группа РПАУ), числилось 1900 штыков, 900 сабель, 2 орудия, 50 пулемётов. Начав партизанскую войну самостоятельно, 11 декабря Азовская группа соединилась с основными силами Махно, после чего участвовала в рейдах по Причерноморью, в боях под Бердянском. В конце января 1921 года был тяжело ранен в бою и оставлен на лечение в Новоспасовке. В апреле 1921 года был обнаружен и арестован карательным отрядом. Содержался в Александровской губЧК. В мае 1921 года был расстрелян по приговору ВУЧК.